# Mikhaïl Alechine

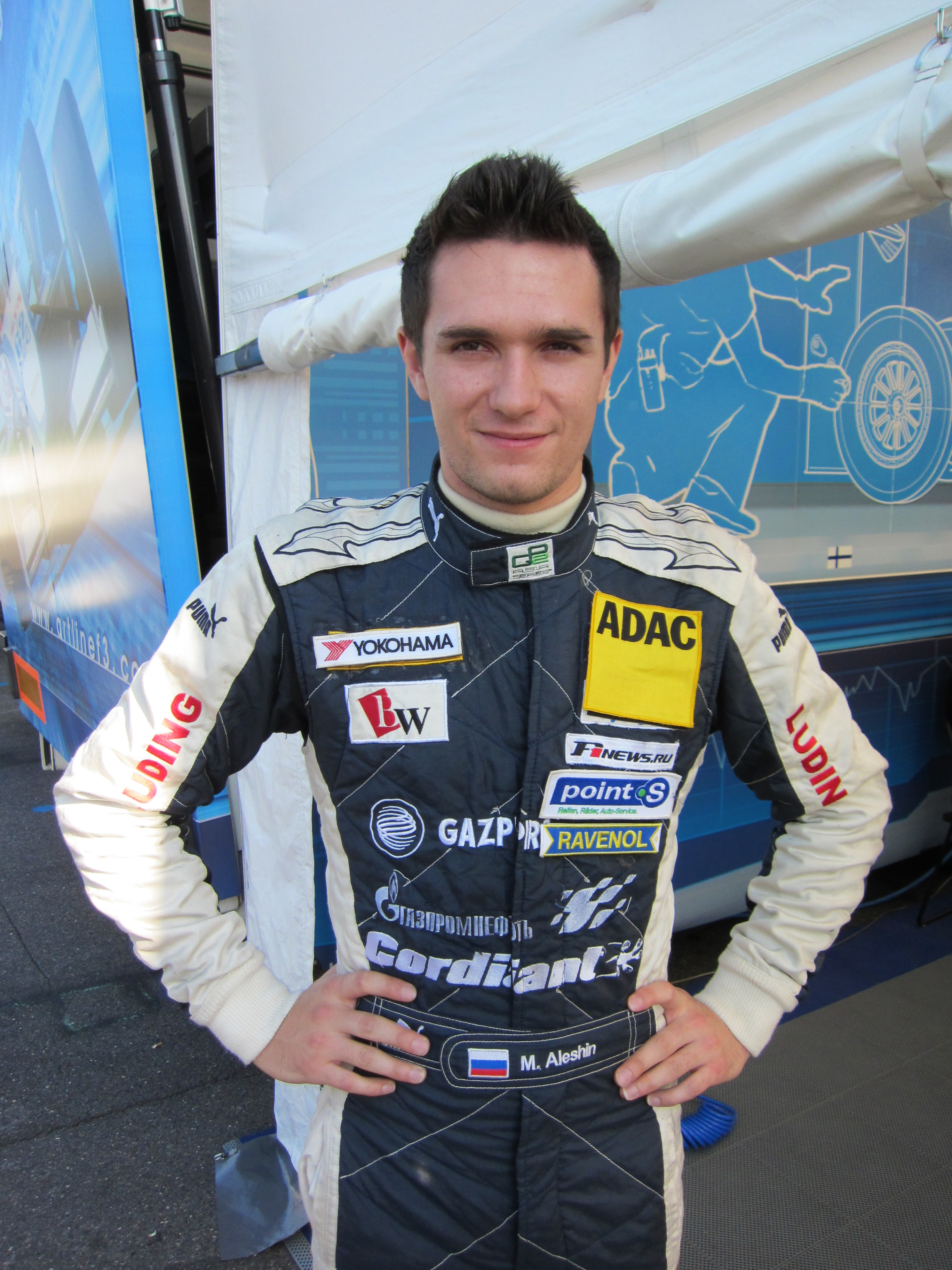
Mikhaïl Aleshin en 2011

Mikhaïl Aleshin (en russe : Михаил Петрович Алёшин, Mikhaïl Petrovitch Aleshin), né le 22 mai 1987 à Moscou, est un pilote automobile russe.

## Carrière
- 2003 : Formule Renault 2000 allemande (12e), Formule Renault 2000 Masters (non-classé)
- 2004 : Formule Renault 2000 allemande (5e), Formule Renault 2000 Eurocup (17e)
- 2005 : Formule Renault 2.0 allemande (2e), Formule Renault 2.0 Eurocup (30e), A1 Grand Prix (non-classé)
- 2006 : World Series by Renault (11e)
- 2007 : World Series by Renault (13e), GP2 Series (25e)
- 2008 : World Series by Renault (5e)
- 2009 : Formule 2 (3e)
- 2010 : Vainqueur des Formula Renault 3.5 Series 2010 (équipe Carlin Motorsport)
- 2014 : IndyCar Series, dont 500 Miles d'Indianapolis.
- 2017 : IndyCar Series, dont 500 Miles d'Indianapolis. Au cours de l'été, il met un terme à sa saison avec SPM[1]. Il se concentre alors sur le développement du prototype BR1 LMP1 avec SMP Racing[2].

## Résultats enGP2 Series
| Saison | Écurie         | Courses disputées | Pole positions | Victoires | Points inscrits | Classement |
| 2007   | ART Grand Prix | 4                 | 0              | 0         | 3               | 25e        |